# Првић
Првић је острво у Хрватској у чијем острвљу постоји још једно острво истог имена, али ненасељено. Налази се у близини Шибеника.

## Географија
Првић има површину од 2,41 km², дугачко је око 3 km, а широко до 1,2 km. Дужина обале је 10,6 km. Покривено је „љутим“ кршом, боровим шумама, макијом, виноградима и маслиницима.
Двадесетих година 20. века, Првић је био најгушће насељено острво у Јадранском мору са више од 1300 становника/km². Оно је и данас треће острво по густини насељености (191 ст./km²), иза Крапња и Муртера и једино у категорији малих острва у Јадрану (мањих од 15 km²) са два насеља. Највиши врх је Витковић са 75,4 m надморске висине.
На Првићу се налазе два насеља: Првић Лука и Првић Шепурине. Административно, острво припада Граду Водице.

## Клима
На острву влада средоземна клима. Просечна годишња температура је 16 °C, годишњи број сунчаних сати је око 2.600, а годишње падне око 900 mm падавина. Лети падне 9% количине годишњих падавина.

## Галерија
- Прва катастарска мапа Првића, из 1825. године